# Prociphilus oriens
Prociphilus oriens är en insektsart som beskrevs av Alexandre Mordvilko 1935. Prociphilus oriens ingår i släktet Prociphilus och familjen långrörsbladlöss. Inga underarter finns listade i Catalogue of Life.

## Bildgalleri

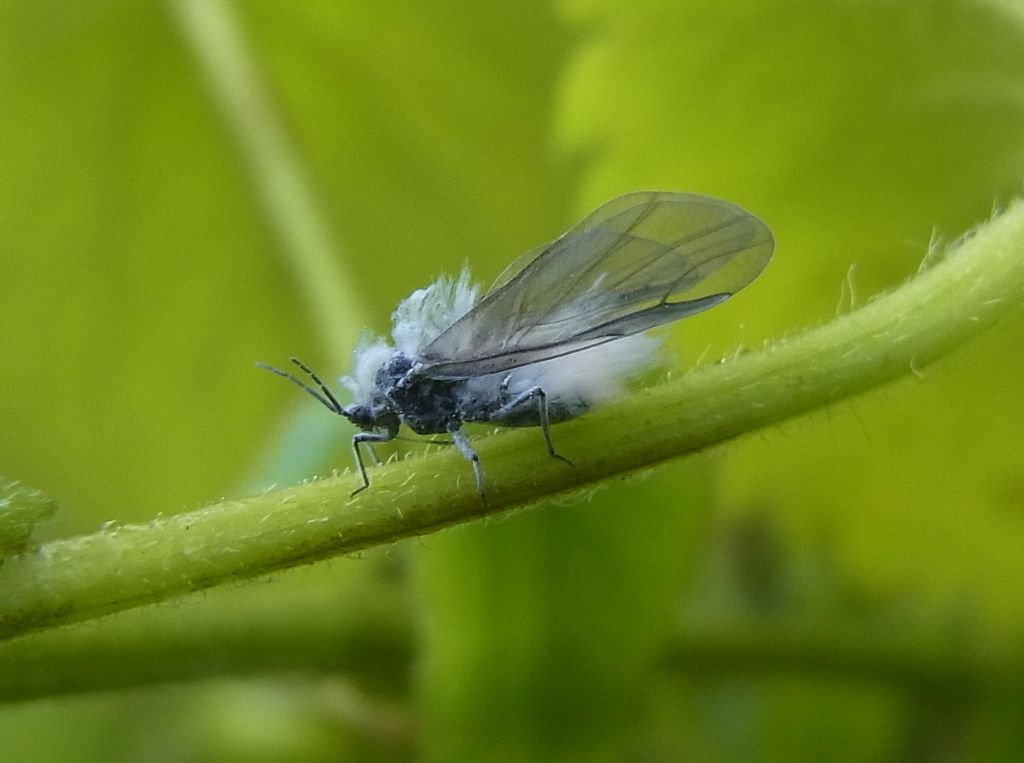